# BioScience
Le terme bioscience  se rapporte à l'étude des organismes vivants (biotes), leurs milieux de vie (biomes), leurs composants (biocomposés ou non) et processus biologiques, biochimiques ou biophysiques, jusqu'à leur mise en œuvre dans des applications techniques. Les biosciences (au pluriel) sont assimilées en général aux Sciences de la vie (au sens large), appelant à la biologie, l'écologie, la biochimie et la biophysique, servant plus particulièrement les applications techniques, comme la biotechnologie, le développement des médicaments, la médecine, l'agronomie, ...
BioScience est une revue publiée par l'Institut américain des sciences biologiques (AIBS). Elle est éditée depuis 1964.
Elle accueille en 2017 (15 364 signataires) puis en 2019 (11 258 signataires) les appels mondiaux des Scientifiques pour le climat, à l'initiative de William J. Ripple, Professeur à l'université d'État de l'Oregon.
- Appels pour le Climat
- William J. Ripple